# Amateri.cz
Amateri.com je český webový portál, umožňující nahrávání vlastních erotických fotografií a videí. Obsahuje též seznamku, chat, fórum, blog, erotické povídky, vše eroticky zaměřené.
Server amateri.cz je v provozu od prosince 2003. Portál byl založen Pavlem Vtelenským a Davidem Dvořákem. V roce 2011 byla denní návštěvnost 40 až 75 tisíc lidí, datový provoz představoval 4 TB za měsíc a jazykové mutace zahrnovaly češtinu, slovenštinu, polštinu, němčinu, angličtinu, chorvatštinu a rumunštinu. Na serveru bylo v roce 2011 registrováno 550 tisíc lidí.